# Ernst Alexander Rauter
Ernst Alexander Rauter (* 27. April 1929 in Klagenfurt; † 8. März 2006 in München) war ein österreichischer Schriftsteller und Sprachkritiker. Er hat vorrangig als E.A. Rauter publiziert.

## Werdegang
Der Text ist in weiten Teilen ein völlig distanzloses, überschäumendes Loblied auf Rauter und muss nach WP:NS überarbeitet werden.
Er galt als „Kultautor“ der 68er-Generation und arbeitete unter anderem als Kolumnist für die linke Zeitschrift konkret sowie als Ghostwriter für den Kabarettisten Wolfgang Neuss. Hermann Peter Piwitt bezeichnete ihn als einen „ganz Großen der deutschen Sprache“.
Wenige Titel wurden in hohen Stückzahlen von Bildungsverantwortlichen des DGB geordert und gehörten lange zur Grundausstattung gewerkschaftlicher Kurse. So verstanden junge Metaller den Weg „Vom Faustkeil zur Fabrik“ und Druckerlehrlinge diskutierten mit GEW-Paukern „Wie eine Meinung in einem Kopf entsteht“. IG-Bau-Steine-Erden-Mitgliedern machte er Lust, die Bevormundung durch professionelle Schreiber und ihre Erzieher im Selbstversuch zu überwinden: „Bemühung um besseren Stil ist Bemühung um demokratischere Verhältnisse.“
Rauter beschreibt in einem Vorwort zu seinem Buch "Vom Faustkeil zur Fabrik" die Entstehungsgeschichte.  Vom Verlag hatte er den Auftrag bekommen das Buch von Jürgen Kuczynski "Vom Knüppel zur automatischen Fabrik – Eine Geschichte der menschlichen Gesellschaft" umzuschreiben.  Während der Umschreibeversuche vermerke er, dass er zu wenig vom Inhalt verstand. Je mehr er sich Wissen dazu angeeignete  hatte und lernte, umso mehr wurde aus dem Manuskript ein Buch von ihm.  Dieser Prozess hat drei Jahre gedauert.
1978 wollte Rauter das Leben von Arbeitern in der Taiga kennenlernen. Einen Herbst lang nahm er teil am Bau der Baikal-Amur-Magistrale und schrieb als westdeutscher Gastarbeiter das Buch "Magnet Sibirien".
Der in Pflegefamilien und Erziehungsheimen geschulte Autor war ein Radikaler des Wortes. Mit ihm tanzte er, sprengte Konventionen und entfachte Leidenschaften. Besessen von der Aufgabe, „größenwahnsinnig wie ich war, analog zu Marx‘ „Kapital“ ein Werk mit dem Titel „Die Information“ zu verfassen“ (1985 im Interview mit Mathias Altenburg), saugte Rauter Lügenwörter aus den Zeitungen, die sich vor die Wirklichkeit stellen: „Schreiben heißt, sich gegen Wörter stemmen.“
Er stemmte sich mit den richtigen Wörtern gegen eine Bewusstlosigkeit der Sprache und einen Journalismus, der Ideologie produziert statt Aufklärung. Der die Ohnmacht der Leser voraussetzt und befördert, wo das Klasseninteresse vor der Information entschleiert gehört. Scharf richtete er in dem kleinen Buch „Vom Umgang mit Wörtern“ die fruchtlose Achtlosigkeit linker Wortarbeiter, die ihr Handwerkszeug nicht beherrschen. Erst 1992 fragte ihn jemand, warum er, der wütende Kämpfer für demokratische Verhältnisse, noch kein Gewerkschaftsmitglied sei. Der gelernte Schriftsetzer wollte keine Ausrede gelten lassen und trat in den Schriftstellerverband (VS) ein.
Die letzten Jahre seines Lebens verbrachte Rauter damit, dem Nachwuchs an Journalistenschulen und Verleger-Akademien zu erklären, warum sie so schlecht schreiben. Beinahe jede Woche veröffentlichte er eine medienkritische Kolumne im Internet („Rauter, ärgere dich nicht!“), deren 177. Ausgabe am 6. Februar wenige Wochen vor seinem Tod erschien.
Auf einem Treffen der von Eckart Spoo gegründeten „Bürgerinitiative für Sozialismus“ im März 1990 plädierte E.A. Rauter dafür, das Wort Sozialismus nicht mehr zu verwenden. Besser solle von Produktionsdemokratie gesprochen werden. Weil es das treffende Wort für eine Sache ist, die hoffnungslos diskreditiert und endgültig verloren schien. Das ist dann nicht weiter verfolgt worden. Vom Sozialismus ganz zu schweigen. Ärgere dich nicht, Rauter, tanze!
Zuletzt war er als Lehrer für Kreatives Schreiben tätig und hielt Seminare unter anderem an der Münchner Akademie der Bayerischen Presse sowie beim Salzburger Kuratorium für Journalistenausbildung.

## Zitate
„Viele Kollegen machen sich vor, daß man zwar ein halbes Jahr lernen muß, um ein Schwein zu zerlegen, oder drei Jahre, um einen Anzug nähen zu können, daß aber jeder schreiben kann, sobald er etwas erregt ist.“

„Wenn die Journalisten im Kapitalismus feierlich werden, muss man sich nach der Gewinnspanne erkundigen.“

## Kritik
In dem 1979 im Weismann Verlag – Frauenbuchverlag erschienenen autobiografischen Werk Brief an meine Erzieher berichtet Rauter, dass er „vor Jahren mehrere Monate allein mit einem zehnjährigen Mädchen in einem abgelegenen Haus am Mittelmeer“ gelebt habe (S. 7/8). Im weiteren Verlauf schildert Rauter, wie das in seiner Darstellung primär von dem Mädchen ausgehende angeblich gemeinsame Verlangen nacheinander (Zitat, S. 8: „Ich bin ohnehin davon überzeugt, daß es häufiger die kleinen Mädchen sind als die Männer, die solche Geschichten anfangen, weil sie unbefangener sind: Sie sind unschuldig.“) sich entwickelt und resümiert (S. 8): „Nach mehreren Wochen […] erlaubte ich ihr, was wir lange wollten (ich behalte Einzelheiten euretwegen lieber für mich).“ Als die „Geschichte“ (Zitat Rauter, S. 9) herausgekommen war, habe ein Staatsanwalt dem Vater des Mädchens geraten, „auf eine Anzeige gegen mich zu verzichten“ (S. 9), und Rauter stellt fest: „Ich blieb von der gesetzlichen Unbarmherzigkeit verschont.“ (S. 9).

## Werke
- Leben buchstabieren (autobiographischer Roman). Gollenstein Verlag 2005, ISBN 3-935731-82-5
- Brief an meine Erzieher (autobiographischer Roman). Weismann Verlag • Frauenbuchverlag, München 1979, ISBN 3-921040-62-0
- Die kunstvolle Arbeit der Verführung (autobiographischer Roman). Ullstein 1981, ISBN 3-550-06457-8
- Wofür arbeiten wir eigentlich? (Sachbuch). Rasch und Röhring, Hamburg 1988 ISBN 3-89136-156-4
- Vom Faustkeil zur Fabrik (Sachbuch). Weismann, München 1977, ISBN 3-921040-13-2, Neuauflage: Manifest Verlag, Berlin 2019, ISBN 978-3961560707
- Wie eine Meinung in einem Kopf entsteht. Über das Herstellen von Untertanen (Sachbuch). Weismann, München 1971, ISBN 3-921040-04-3 Volltext
- Die neue Schule des Schreibens (Sachbuch). Econ 1996, ISBN 3-430-17661-1
- Vom Umgang mit Wörtern (Sachbuch). Antje Kunstmann 1978, ISBN 3-921040-53-1
- Mallorca: Das Land hinter der Bühne (Sachbuch). Rasch & Röhring, Hamburg 1988 ISBN 3-89136-191-2
- Kunerma, der Ort, wo niemand wohnt. Als westdeutscher Gastarbeiter in der sibirischen Taiga (Reportage). Baulino Verlag 1979, ISBN 3-203-50706-4
- Folter in Geschichte und Gegenwart von Nero bis Pinochet (Sachbuch/Lexikon). Eichborn (Neuauflage 1988), ISBN 3-8218-1245-1
- Du sollst mich mal kennenlernen… Das Haus der fertigen Sätze (Jugendbuch). rororo 1972, ISBN 3-499-20014-7
- Magnet Sibirien – als westdeutscher Gastarbeiter in der Taiga, Ullstein, Berlin  198, ISBN 9783548320625
- Heinz Felsbach, Ernst Alexander Rauter (Hrsg.): Internationaler Publizistik-Preis Klagenfurt 1987. Texte, Thesen, Reaktionen. Paul List, 1988 ISBN 3-471-77542-0
- Meinrad Rahofer (Hrsg.): Rauter, ärgere Dich nicht! – Eine Sammlung der wöchentlichen Sprachkritiken von E.A. Rauter, Journalistik-Heft Nr. 16/2002, Salzburg 2002